# Lindvalls Chark
Lindvalls Chark är ett charkuteriföretag i Strömsnäsbruk, som grundades av Joel Lindvall 1925.
2022 blev Lindvalls Chark Svensk Mästare i klassen Grillkorv fjärde gången i rad och med en tidigare seger har de nu 5 mästartitlar, men även vegankorv och klimatkorv finns i sortimentet.
Nuvarande VD Sara Lindvall är fjärde generationen Lindvall i företaget och har varit VD sedan 2018.
I de egna industrilokalerna utmed E4 i Strömsnäsbruk tillverkas ca. 2 miljoner korvar varje vecka.
Sedan 2017 ägs Lindvalls Chark av det norska företaget Scandza A/S.

## Historia
Joel Lindvall startade sin verksamhet 1925 i Strömsnäsbruk och sysslade med slakt, men främst med detaljhandel.[1] Under 30-talet tillkom filialer i Emmaljunga och Markaryd. 1955 bygger Lindvall en korvfabrik intill sin bostad i samhället och en tredje filial öppnas i Strömsnäsbruk.
Lindvalls Charkuteri AB startar 1965 och fabrikentillverkar då ca. 2-4 ton per vecka. En ny affär öppnar 1967 i Strömsnäsbruks centrum och då säljs en av filialerna. Sonen Paul Lindvall tar över företaget 1970 och för att fokusera verksamheten på korvfabriken säljs alla filialer. Paul Lindvalls söner Stefan och Jan Lindvall börjar jobba i företaget 1982 respektive 1984. Fram till mitten av 80-talet såldes främst lokalt i lösvikt, men för få ett större spridningsområde började man 1985 sälja färdigpackade förpackningar och nu skapades också den logga som företaget med små ändringar fortfarande använder.
Den tredje generationen Lindvall, dvs. Stefan och Jan Lindvall tar över företaget 1990, fabrikens lokalyta fördubblas och företaget investerar i ny modern maskinutrustning. Lindvalls börjar sälja korv till Shell Select 1993 och snart måste man åter igen utöka produktionsytan, för att klara de ökande försäljningsvolymerna, så man bygger en helt ny fabrik vid E4:an, som står klar 1997. Två år senare blir 7-eleven nästa stora snabbmatskund och vid millennieskiftet år 2000 tillverkas det 38 ton per vecka i fabriken.
För att frigöra kapital att investera så man kan bli ett av de ledande företagen på snabbmat i Sverige, görs 2003 en nyemmision. Leiv Vidar går in som ägare till 48% av företaget.
Stefan Lindvall slutar som VD 2007 och Leiv Vidar tar över aktiemajoriteten i Lindvalls. Lars Andersson tar över som VD. Jan och Sara Lindvall äger tillsammans 9% av aktierna och fortsätter arbeta i företaget. 2007 är omsättningen 110 miljoner och man tillverkar 70 ton per vecka.
Statoil blir ny kund 2008 och Lindvalls korvar säljs i Sverige och Danmark och Leiv Vidars korvar säljs i Norge. Året efter bygger man ut produktionsytan igen. IKEA, Statoil, Shell, Seven-Eleven och Pressbyrån säljer korvar från Lindvalls.